# Юссеф Россі
Юссеф Россі (араб. Youssef Rossi, нар. 28 червня 1973, Касабланка) — марокканський футболіст, що грав на позиції захисника.
Виступав, зокрема, за клуб «Ренн», а також національну збірну Марокко.

## Клубна кар'єра
У дорослому футболі дебютував 1994 року виступами за команду клубу «Раджа» (Касабланка), в якій провів три сезони. 
Своєю грою за цю команду привернув увагу представників тренерського штабу клубу «Ренн», до складу якого приєднався 1997 року. Відіграв за команду з Ренна наступні два сезони своєї ігрової кар'єри. Більшість часу, проведеного у складі «Ренна», був основним гравцем захисту команди.
Згодом з 1999 по 2005 рік грав у складі команд клубів «Ренн 2», «Неймеген», «Данфермлін Атлетік» та «Раджа» (Касабланка).
Завершив професійну ігрову кар'єру у клубі «Аль-Хор», за команду якого виступав протягом 2005—2008 років.

## Виступи за збірну
1996 року дебютував в офіційних матчах у складі національної збірної Марокко. Протягом кар'єри у національній команді, яка тривала шість років, провів у формі головної команди країни 33 матчі.
У складі збірної був учасником чемпіонату світу 1998 року у Франції, Кубка африканських націй 1998 року в Буркіна Фасо.